# Аокі Конйо
Аокі Конйо (яп. 青木昆陽, あおきこんよう; 19 червня 1689 — 9 вересня 1769) — японський науковець, конфуціанець, агроном, піонер в галузі «голландських наук» ранґаку середини періоду Едо.

## Короткі відомості
Справжнє ім'я Аокі Конйо — Бундзо (文蔵), доросле ім'я — Ацунорі (敦書), прізвисько — Кохо (厚甫). Конйо — псевдонім науковця.
Аокі Конйо народився 1689 року у місті Едо, районі Ніхонбаші, кварталі Одавара, у сім'ї торгівця рибою. У 22 роки він став учнем конфуціанця Іто Тоґая. Двома роками поспіль Аокі повернувся до Едо, де викладав конфуціанство.
За рекомендацією поета Като Енао, васала шьоґунату, він зійшовся із міським урядником Оокою Тадасуке, якому представив свій твір «Дослідження батату» про вирощування і зберігання солодкої картоплі — панацеї у неврожайні та голодні роки. У зв'язку з цим, у 1735 році Аокі було призначено відповдіальним за вирощування цієї культури у Східній Японії.
За посередництва Ооки Тадасуке, Аокі Конйо отримав доступ до урядових офіційних бібліотек, а у 1739 році був призначений на державну посаду закупщика книг. У 1742 році за наказом шьоґуна Токуґави Йошімуне навчитися виготовляти ліки для очей, він брав консультації у голландців, які прибували до Едо на аудієнцією глави самурайського уряду. Ці консультації стали щорічними, починаючи з 1743 року.
Аокі Конйо видав декілька голландознавчих праць:
- «Дослідження голландської валюти» (和蘭貨幣考),
- «Переклад голландських застільних пісень» (和蘭勧酒歌考),
- «Переклад голландських розмов» (和蘭話訳),
- «Переклад голландських текстів» (和蘭文訳),
- «Дослідження голландського скоропису» (和蘭文字略考) та інші.

Його роботи були піонерськими для тогочасної Японії, оскільки пропонували вивчати європейські науки і запозичувати їхні досягнення на благо власної країни.
1767 року Аокі зайняв посаду державну урядника книг, а за два роки помер від хвороби.
За свої заслуги у вирощувані батату, який врятував багато життів у Східній Японії в голодні роки, Аокі Конйо був прозваний пізнішими поколіннями «бататовим вчителем», кансьо сенсей. На місці його експериментів з бататом було збудоване святилище Конйо, в якому покійного науковця вшановували під іменем божества-картоплі.
Учнем Аокі був Маено Рьотаку, один із укладачів і упорядників «Нового підручника анатомії», перешкої праці з європейської медицини в Японії.